# كورونادال
كورونادال (بالإنجليزية: Koronadal) هي مدينة في الفلبين، تتبع جنوب كوتاباتو، هي عاصمة جنوب كوتاباتو، بلغ عدد سكانها 158٬273  نسمة، في 1 مايو 2010، تبلغ مساحتها 277٫00 كيلومتر مربع، رمزها البريدي هو 9506.

## الموقع
تشترك في الحدود مع:
- Lutayan [الإنجليزية]‏
- Tampakan [الإنجليزية]‏
- Tupi, South Cotabato [الإنجليزية]‏.

## أعلام
- كريستيان بيريز
- كينيث دوريمديس